# Hellfire (zespół muzyczny)
Hellfire – polski zespół thrashmetalowy. Grupa powstała 1999 w Warszawie. Podczas swojej działalności Hellfire zagrał kilkadziesiąt koncertów (m.in. z Horrorscope, Gutter Sirens, The No-Mads, Chainsaw, Dragon's Eye, Motorbreath czy Stos). Zespół wydał dwa albumy oraz singiel. Od 2006 w zawieszeniu.

## Muzycy[1]
Ostatni skład zespołu
- Grzegorz Olejnik – perkusja
- Artur 'Xan' Grabowski – gitara
- Jakub "Olej" Olejnik – gitara

Byli członkowie
- Kuba "Loki" - perkusja
- Krzysztof Dziwosz - śpiew
- Tomasz Twardowski - śpiew
- Tomasz 'Cyklon' Węglewski - gitara basowa
- Bartek 'Struty' Strutyński - gitara basowa (muzyk sesyjny)
- Jarosław Stańczyk - perkusja

## Dyskografia
- Recoffination (2003, LP)
- "Where Is the Answer?" (2004, singel)
- Requiem for My Bride (2005, LP)